# Phidylé
Phidylé (L'herbe est molle au sommeil) est une mélodie du compositeur français Henri Duparc composée en 1882 et dédiée à son ami Ernest Chausson. La mélodie a été créée le 5 janvier 1889 à Paris, salle Pleyel, par M. Baudoin-Pugnet, lors d'un concert de la Société nationale de musique. L'œuvre est publiée en 1894.
C'est la mise en musique d'un poème de Leconte de Lisle.
Il a été suggéré que Henri Duparc s'est inspiré de la mélodie Lydia de 1870 de Gabriel Fauré, également mise en musique d'un poème de Leconte de Lisle.
La mélodie est notamment enregistrée par Jessye Norman, Véronique Gens, Renée Fleming ou Karine Deshayes, une version de Phidylé existe aussi pour baryton et ténor, enregistrée par Dmitri Khvorostovski et Jonas Kaufmann.